# Ennomos angularia
Ennomos angularia är en fjärilsart som beskrevs av Jacob Hübner. Ennomos angularia ingår i släktet Ennomos och familjen mätare. Inga underarter finns listade i Catalogue of Life.